# 铡美案
铡美案，又稱《秦香蓮》或《明公斷》，中國京剧之一個經典剧目。北宋時期，家境清貧的湖广窮苦書生陈世美為求取功名而日夜苦讀，妻子秦香蓮為了丈夫前程，一肩扛起家計並供錢給陳世美赴京趕考。後來陳世美高中状元，又受皇帝青睞欽點為驸马，利慾薰心的陳世美瞞著已婚的事實而應了這門親事。湖广大旱，陈世美的父母不愿拖累儿媳和孙儿们，悬梁自尽。聞丈夫中舉卻久未返家的秦香莲带著一双子女入京寻夫，陈世美不认糟糠妻與子女反將她們轟出去，事後又派手下韩琪追杀她们母子灭口。秦香莲哭告实情，韩琪愧疚自刎于三官堂。
秦香莲聞包拯清廉公正，遂到包拯处告狀，包拯召来駙陳世美与秦香莲對質，陈世美自以为有太后撐腰而强词狡辩，包拯欲殺之，太后、公主聞訊前来劝阻，包拯命秦香蓮與太后相見，太后喝令太監強奪秦氏子女，包拯立命王朝等人搶回。包拯受到皇室壓力深感棘手，乃取銀三百兩交與秦香蓮要她回家，並勸子女長大切莫做官。秦香蓮聞言垂淚下堂，怨包拯官官相護，有負青天之名，此話一出包拯驚醒覺悟，乃取下頭上烏紗帽以表捍衛司法不懼強權的決心，不顧太后和公主阻攔，請出尚方寶劍，以龍頭鍘（火龍鍘）處斬陳世美。